# Aracósia

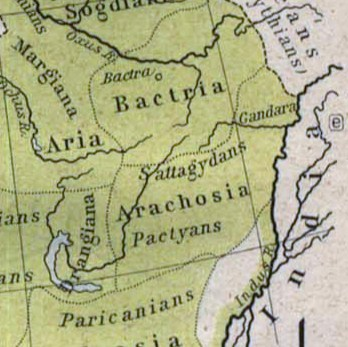
Antiga Aracósia e o povo páctio por volta de 500 a.C.

Aracósia (Arakhosia) é o nome helenizado de uma antiga satrapia situada na parte oriental dos impérios Aquemênida, Selêucida e Parta. A Aracósia estava centrada em torno do vale do rio Arghandab, no sul do atual Afeganistão, e se estendia até o leste, chegando ao rio Indo, no atual Paquistão. O Arghandab, principal rio da Aracósia, era chamado de Arachōtós, e é um afluente do rio Helmand. O termo 'Aracósia' corresponde à antiga antiga nação ariana de Harauti, situada na atual província afegã de Helmand. A capital ou cidade mais importante da Aracósia era Alexandria, atual Candaar, no Afeganistão.
Os habitantes da Aracósia eram povos iranianos, referidos como aracósios ou aracotas. Eram conhecidos como páctios (Paktyai) por sua etnia, e este nome sobreviveu até os dias de hoje na forma dos pashtuns (Pakhtun, num dos dialetos do idioma pashtun). Heródoto mencionou a tribo pashtun dos Afridi (Aparytae) no primeiro milênio a.C..